# Valea Mare (gmina Dumești)
Valea Mare – wieś w Rumunii, w okręgu Vaslui, w gminie Dumești. W 2011 roku liczyła 832 mieszkańców.